# 格拉德巴赫河 (尼爾斯河支流)
51°11′56.58″N 6°29′37.98″E / 51.1990500°N 6.4938833°E

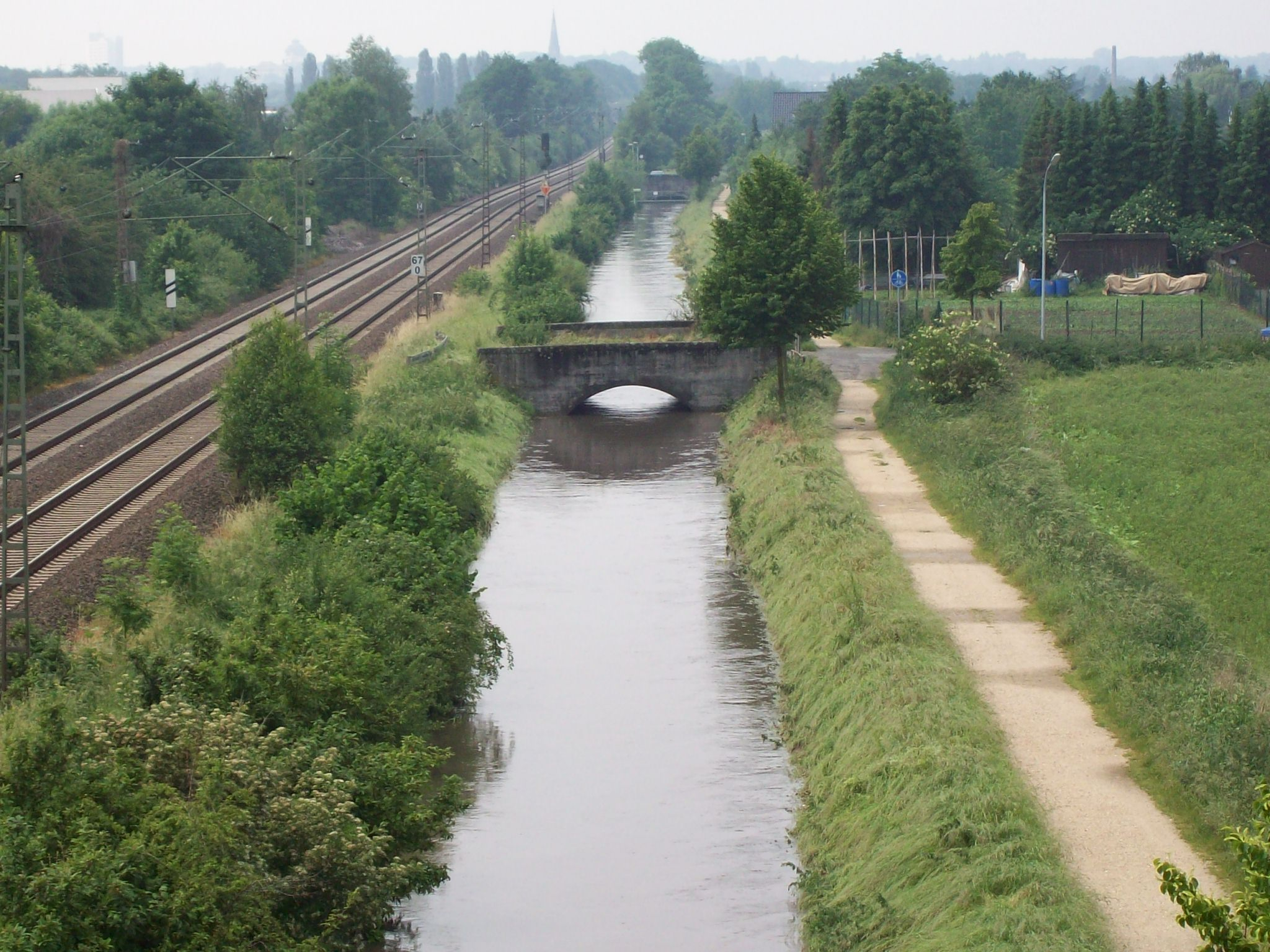
格拉德巴赫河（尼爾斯河支流）

格拉德巴赫河（德語：Gladbach），是德國的河流，位於該國西部，流經北萊茵-威斯特法倫州，屬於尼爾斯河的支流，河道全長1.9公里，流域面積26.2平方公里，河口處在門興格拉德巴赫以東。